# Selago acocksii
Selago acocksii är en flenörtsväxtart som beskrevs av O.M. Hilliard. Selago acocksii ingår i släktet Selago och familjen flenörtsväxter. Inga underarter finns listade i Catalogue of Life.